# Miesięcznikowate
Miesięcznikowate (Menispermaceae Juss.) – rodzina roślin okrytonasiennych. Obejmuje ok. 70 rodzajów z ponad 440 gatunkami. Zwykle są to drewniejące pnącza o liściach dłoniasto unerwionych, kwiatach drobnych. Owocami są jednonasienne pestkowce. Miesięcznikowate występują w ogromnej większości na obszarach niżowych w strefie tropikalnej, poza tym zasięg obejmuje też obszary w strefie klimatu umiarkowanego – wschodnią część Ameryki Północnej i Azji.

## Morfologia

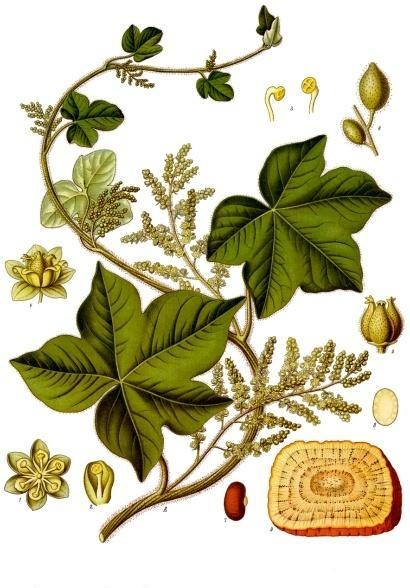
Jateorhiza palmata

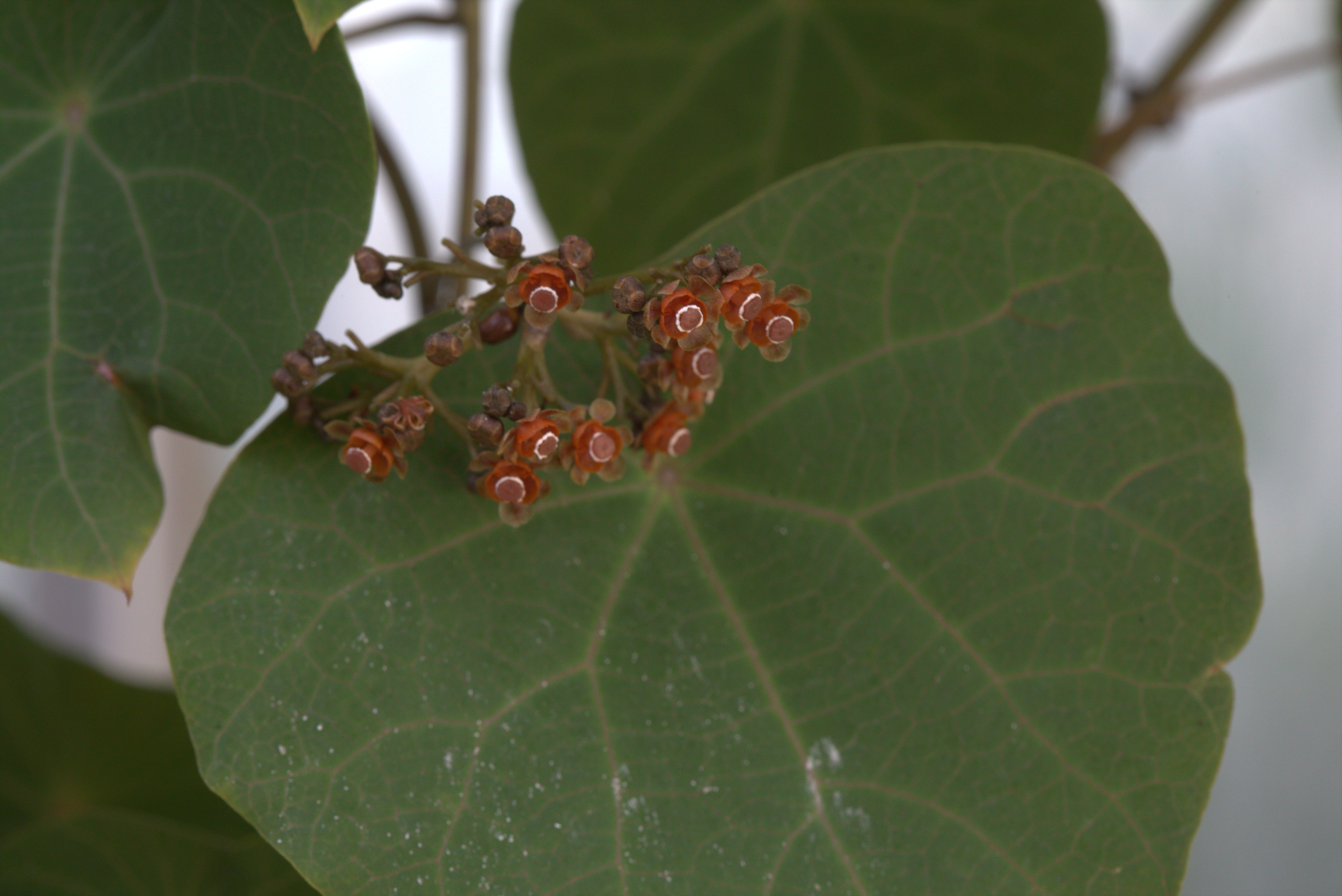
Stephania venosa

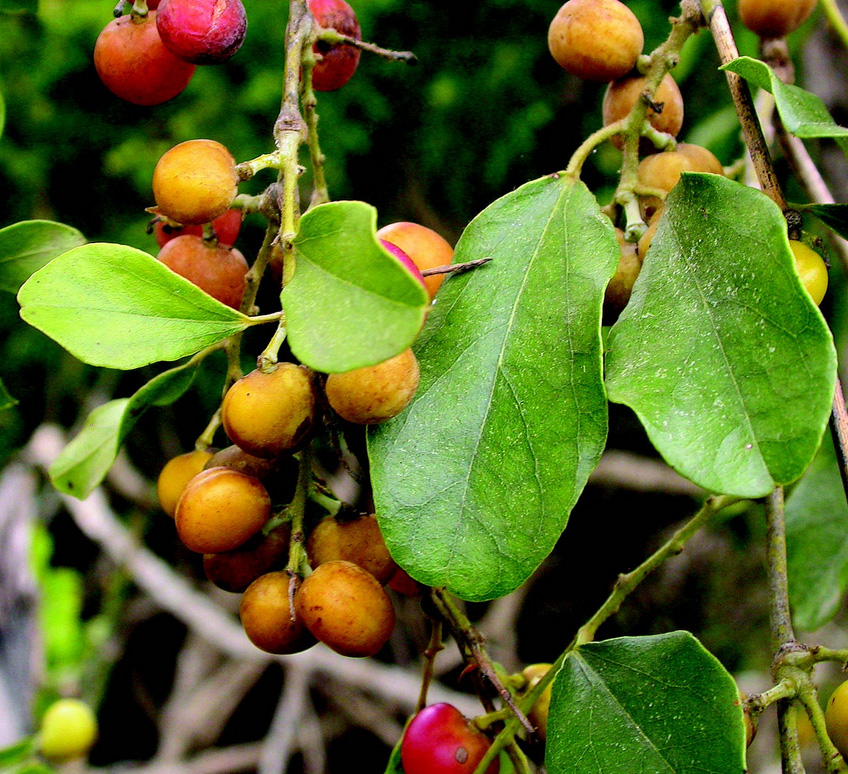
Pachygone ovata

PokrójPnącza, rzadziej krzewy i niskie drzewa. Niemal wszystkie gatunki to rośliny drzewiaste, drewniejące przynajmniej u nasady pędu. Pnącza owijają się w lewo. Wiele pnączy osiąga duże rozmiary sięgając warstwy koron drzew, ale należą tu też rośliny o cienkich pędach (np. Dioscoreophyllum). Częste są długie korzenie podporowe. Na obszarach suchych występują kseromorficzne krzewy i niskie drzewa (Antizoma, Cocculus, Cissampelos). Wyjątkowo należy tu także epifit (Stephania cyanantha rosnąca na baobabach w południowej Afryce).
LiścieSkrętoległe, ogonkowe, bez przylistków, pojedyncze (trójlistkowe tylko u Burasaia). Blaszka liściowa z żyłkowaniem dłoniastym, rzadko pierzastym, czasem dłoniasto klapowana (u Disciphania heterophylla liście pięcioklapowe i dodatkowo asymetryczne). Zwykle całobrzega, rzadko piłkowana.
KwiatyZebrane w bardzo zróżnicowane, rozgałęzione kwiatostany wyrastające w kątach liści, nierzadko też na starszych, już bezlistnych odcinkach pędów (kaulifloria). Rośliny są dwupienne – na różnych okazach rozwijają się tylko kwiaty męskie lub tylko żeńskie (kwiaty obupłciowe występują u Parabaena i Tiliacora). Kwiatostany męskie są zwykle silniej rozgałęzione od kwiatostanów żeńskich. Kwiaty zawsze drobne, niepozorne, bez miodników, zwykle promieniste, rzadko dwubocznie symetryczne. Listki okwiatu zielone, białozielone, białe lub kremowe. W kwiatach pręcikowych występuje 6 działek kielicha i 6 płatków korony (czasem są silnie zredukowane lub ich brak). Pręcików jest tyle co płatków lub są liczne. W kwiatach słupkowych działek i płatków jest po 6, rzadziej po 4 lub po 1. Zwykle obecne są prątniczki. Słupków od 1 do 6 (u Hypserpa do 30), najczęściej jest jeden lub dwa okółki liczące po trzy słupki. Słupki są niezrośnięte, zawierają po dwa zalążki, przy czym rozwija się tylko jeden z pary. Szyjka słupka często wygięta, na szczycie ze znamieniem, czasem podzielonym.
OwoceZwykle żywo zabarwione pestkowce jednonasienne. Na ogół niewielkie, tylko u Chlaenandra do ok. 10 cm średnicy. Egzokarp błoniasty, cienki, mezokarp zwykle mięsisty, endokarp bardzo twardy, często brodawkowaty lub z podłużnymi listewkami.

## Systematyka
Pozycja systematyczna według APweb (aktualizowany system APG IV z 2016)
Rodzina miesięcznikowatych zaliczona jest do rzędu jaskrowców (Ranunculales), kladu dwuliściennych właściwych (eudicots). Miesięcznikowate są grupą siostrzaną dla kladu obejmującego rodziny berberysowatych i jaskrowatych.
|  | krępieniowate Lardizabalaceae |
|  |                               |
|  | Circaeasteraceae              |
|  |                               |

|  | miesięcznikowate Menispermaceae                                                          |
|  |                                                                                          |
|  | \| \| berberysowate Berberidaceae \| \| \| \| \| \| jaskrowate Ranunculaceae \| \| \| \| |
|  |                                                                                          |
|  | berberysowate Berberidaceae                                                              |
|  |                                                                                          |
|  | jaskrowate Ranunculaceae                                                                 |
|  |                                                                                          |

|  | berberysowate Berberidaceae |
|  |                             |
|  | jaskrowate Ranunculaceae    |
|  |                             |

|  | krępieniowate Lardizabalaceae |
|  |                               |
|  | Circaeasteraceae              |
|  |                               |

|  | miesięcznikowate Menispermaceae                                                          |
|  |                                                                                          |
|  | \| \| berberysowate Berberidaceae \| \| \| \| \| \| jaskrowate Ranunculaceae \| \| \| \| |
|  |                                                                                          |
|  | berberysowate Berberidaceae                                                              |
|  |                                                                                          |
|  | jaskrowate Ranunculaceae                                                                 |
|  |                                                                                          |

|  | berberysowate Berberidaceae |
|  |                             |
|  | jaskrowate Ranunculaceae    |
|  |                             |

|  | krępieniowate Lardizabalaceae |
|  |                               |
|  | Circaeasteraceae              |
|  |                               |

|  | miesięcznikowate Menispermaceae                                                          |
|  |                                                                                          |
|  | \| \| berberysowate Berberidaceae \| \| \| \| \| \| jaskrowate Ranunculaceae \| \| \| \| |
|  |                                                                                          |
|  | berberysowate Berberidaceae                                                              |
|  |                                                                                          |
|  | jaskrowate Ranunculaceae                                                                 |
|  |                                                                                          |

|  | berberysowate Berberidaceae |
|  |                             |
|  | jaskrowate Ranunculaceae    |
|  |                             |

|  | krępieniowate Lardizabalaceae |
|  |                               |
|  | Circaeasteraceae              |
|  |                               |

|  | miesięcznikowate Menispermaceae                                                          |
|  |                                                                                          |
|  | \| \| berberysowate Berberidaceae \| \| \| \| \| \| jaskrowate Ranunculaceae \| \| \| \| |
|  |                                                                                          |
|  | berberysowate Berberidaceae                                                              |
|  |                                                                                          |
|  | jaskrowate Ranunculaceae                                                                 |
|  |                                                                                          |

|  | berberysowate Berberidaceae |
|  |                             |
|  | jaskrowate Ranunculaceae    |
|  |                             |

|  | krępieniowate Lardizabalaceae |
|  |                               |
|  | Circaeasteraceae              |
|  |                               |

|  | miesięcznikowate Menispermaceae                                                          |
|  |                                                                                          |
|  | \| \| berberysowate Berberidaceae \| \| \| \| \| \| jaskrowate Ranunculaceae \| \| \| \| |
|  |                                                                                          |
|  | berberysowate Berberidaceae                                                              |
|  |                                                                                          |
|  | jaskrowate Ranunculaceae                                                                 |
|  |                                                                                          |

|  | berberysowate Berberidaceae |
|  |                             |
|  | jaskrowate Ranunculaceae    |
|  |                             |

|  | krępieniowate Lardizabalaceae |
|  |                               |
|  | Circaeasteraceae              |
|  |                               |

|  | miesięcznikowate Menispermaceae                                                          |
|  |                                                                                          |
|  | \| \| berberysowate Berberidaceae \| \| \| \| \| \| jaskrowate Ranunculaceae \| \| \| \| |
|  |                                                                                          |
|  | berberysowate Berberidaceae                                                              |
|  |                                                                                          |
|  | jaskrowate Ranunculaceae                                                                 |
|  |                                                                                          |

|  | berberysowate Berberidaceae |
|  |                             |
|  | jaskrowate Ranunculaceae    |
|  |                             |

|  | krępieniowate Lardizabalaceae |
|  |                               |
|  | Circaeasteraceae              |
|  |                               |

|  | miesięcznikowate Menispermaceae                                                          |
|  |                                                                                          |
|  | \| \| berberysowate Berberidaceae \| \| \| \| \| \| jaskrowate Ranunculaceae \| \| \| \| |
|  |                                                                                          |
|  | berberysowate Berberidaceae                                                              |
|  |                                                                                          |
|  | jaskrowate Ranunculaceae                                                                 |
|  |                                                                                          |

|  | berberysowate Berberidaceae |
|  |                             |
|  | jaskrowate Ranunculaceae    |
|  |                             |

|  | krępieniowate Lardizabalaceae |
|  |                               |
|  | Circaeasteraceae              |
|  |                               |

|  | miesięcznikowate Menispermaceae                                                          |
|  |                                                                                          |
|  | \| \| berberysowate Berberidaceae \| \| \| \| \| \| jaskrowate Ranunculaceae \| \| \| \| |
|  |                                                                                          |
|  | berberysowate Berberidaceae                                                              |
|  |                                                                                          |
|  | jaskrowate Ranunculaceae                                                                 |
|  |                                                                                          |

|  | berberysowate Berberidaceae |
|  |                             |
|  | jaskrowate Ranunculaceae    |
|  |                             |

Podział rodziny
Podrodzina Chasmantheroideae Luersson
Plemię Burasaieae Endlicher

- Aspidocarya J. D. Hooker & Thomson
- Borismene Barneby
- Burasaia Thouars
- Calycocarpum Torrey & A. Gray
- Chasmanthera Hochst.
- Chlaenandra Miquel
- Dialytheca Exell & Mendonça
- Dioscoreophyllum Engler
- Disciphania Eichler
- Fibraurea Loureiro
- Hyalosepalum Troupin
- Jateorhiza Miers
- Kolobopetalum Engler
- Leptoterantha Troupin
- Odontocarya Miers
- Orthogynium Baillon
- Parabaena Miers
- Paratinosopora Wei Wang
- Penianthus Miers
- Platytinospora (Engler) Diels
- Rhigiocarya Miers
- Sarcolophium Troupin
- Sphenocentrum Pierre
- Syntriandrium Engler
- Tinomiscium J. D. Hooker & Thomson
- Tinospora Miers

Plemię Coscinieae J. D. Hooker & Thompson
- Anamirta Colebrooke
- Arcangelisia Beccari
- Coscinium Colebrooke

Podrodzina Menispermoidaee Arnott
Plemię Anomospermeae Miers
- Abuta Aublet
- Anomospermum Miers
- Caryomene Barneby & Krukoff
- Diploclisia Miers
- Echinostephia (Diels) Domin
- Elephantomene Barneby & Krukoff
- Hypserpa Miers
- Legnephora Miers
- Orthomene Barneby & Krukoff
- Parapachygone Forman
- Pericampylus Miers
- Sarcopetalum F. Mueller
- Telitoxicum Moldenke

Plemię Cissampelidae J.D. Hooker & Thompson
- Antizoma Miers
- Cissampelos L.
- Cyclea Wight
- Perichasma Miers
- Stephania Loureiro

Plemię Limacieae Prantl
- Limacia Loureiro

Plemię Menispermeae de Candolle
- Menispermum L. – miesięcznik
- Sinomenium Diels

Plemię Pachygoneae Miers
- Cocculus de Candolle – rybitrutka
- Haematocarpus Miers
- Hyperbaena Bentham
- Pachygone Miers

Plemię Spirospermeae R. Ortiz & W. Wang
- Limaciopsis Engler
- Rhaptonema Miers
- Spirospermum Thouars
- Strychnopsis Baillon

Plemię Tiliacoreae Miers

- Albertisia Beccari
- Anisocycla Baillon
- Beirnaertia Troupin
- Carronia F. Mueller
- Chondrodendron Ruiz & Pavón
- Curarea Barneby & Krukoff
- Eleutharrhena Forman
- Macrococculus Beccari
- Pleogyne Miers
- Pycnarrhena J. D. Hooker & Thomson
- Sciadotenia Miers
- Synclisia Bentham & J. D. Hooker
- Syrrheonema Miers
- Tiliacora Colebrooke
- Triclisia Bentham & J. D. Hooker
- Ungulipetalum Moldenke